# Meurtre de Tatárszentgyörgy
Le meurtre de Tatárszentgyörgy (en hongrois : a tatárszentgyörgyi gyilkosság) est le nom donné à un fait divers ayant eu lieu le 23 février 2009 dans le quartier rom de Tatárszentgyörgy au sud-est de Budapest.
À l'aube, plusieurs individus ont tué un homme âgé de 28 ans et son fils de cinq ans qui fuyaient leur maison en feu, incendiée au cocktail Molotov. Les deux autres enfants de la victime ont été quant à eux gravement brûlés. Les suspects ont été arrêtés et accusés de toute une série de meurtres et tentatives de meurtres visant des Roms, et en août 2013, trois d'entre eux ont été condamnés à la prison à vie, et un quatrième à 13 ans de réclusion,.